# 上海海洋大学
上海海洋大学（シャンハイかいようだいがく、拼音: Shànghǎi Hǎiyáng Dàxué、英語: Shanghai Ocean University）は、中国上海市浦東新区に本部を置き、中国農業農村部、自然資源部（国家海洋局）と上海市政府が共同建設する国公立大学である。略称はSHOU。
1912年に創立された中国最古の水産学高等教育機関。特に海洋、水産、食品などの分野においては世界的に高い研究成果を誇っている。双一流の成員校である。

## 組織

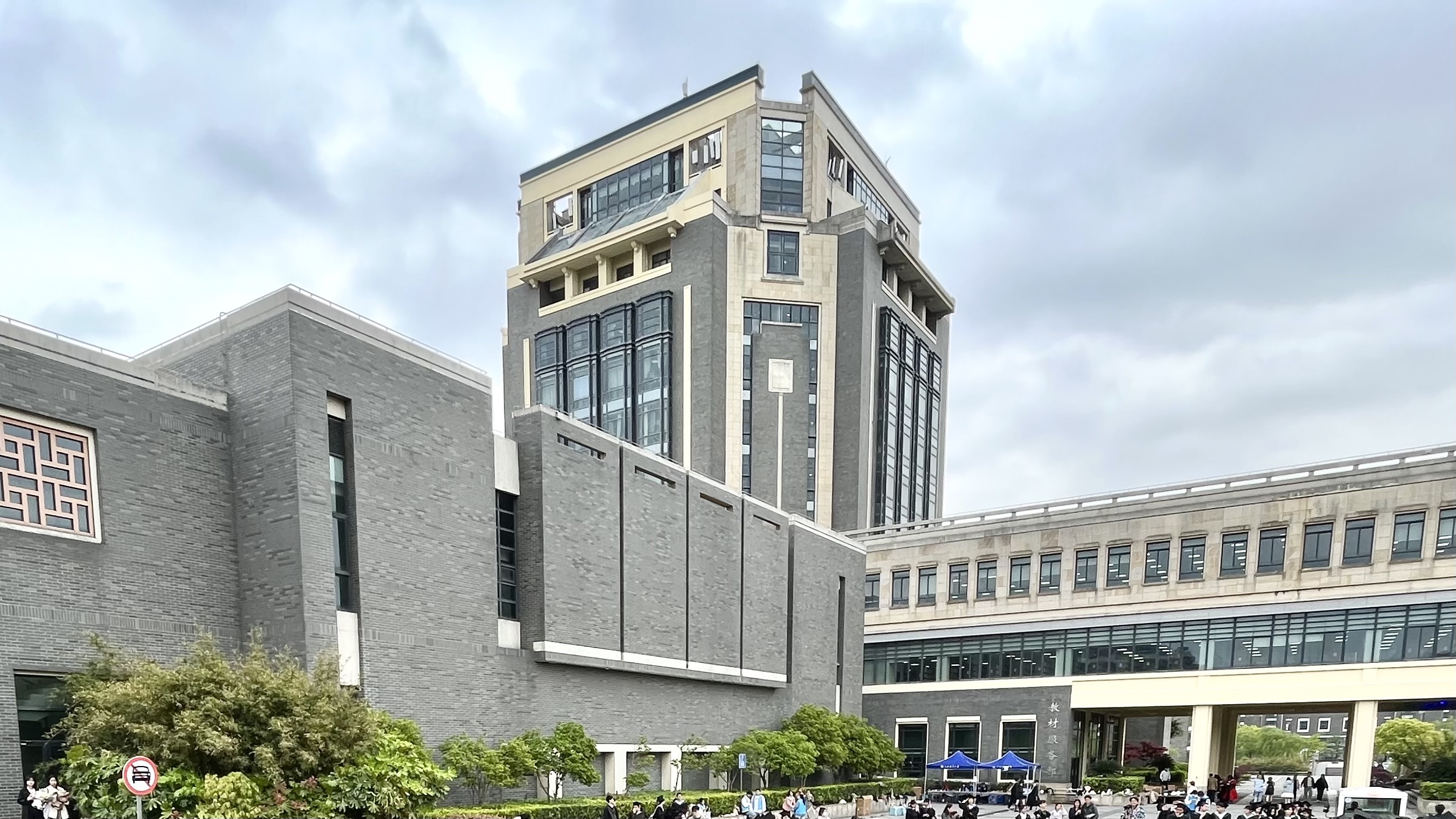
臨港キャンパス図書館ビル

上海海洋大学には13の「学院」と体育部で構成される。「学院」は日本の大学の学部にほぼ相当する。

### 学部

#### 理系
- 水産及び生命科学学院
  - 海洋生物専攻
  - 生物技術専攻
  - 生物科学専攻
  - 水産養殖専攻
- 海洋科学学院
  - 海洋漁業科学及び技術専攻[10]
  - 海洋科学技術専攻
  - 深海研究センター
- 海洋生態環境学院
- 食品学院
- 工学院
- 情報技術学院

#### 文系
- 外国語学院
  - 英語専攻
  - 日本語・日本研究専攻[11][12]
  - 韓国語・韓国学専攻
  - 国際漁業情報センター
  - コーパス言語学研究センター
  - 翻訳と異文化研究センター[13]
  - 外国言語研究所
- 経済管理学院[14][15]
  - 農林経済学専攻
  - 応用経済学専攻
  - 会計学専攻
  - 経営学専攻
  - 国際貿易専攻
  - 中国漁業開発戦略研究センター
  - 海洋産業開発戦略研究センター
- 海洋文化及び法律学院
- マルクス主義学院

#### その他
- 体育部 臨港キャンパススポーツセンター
- 継続教育学院
- 国際文化交流学院

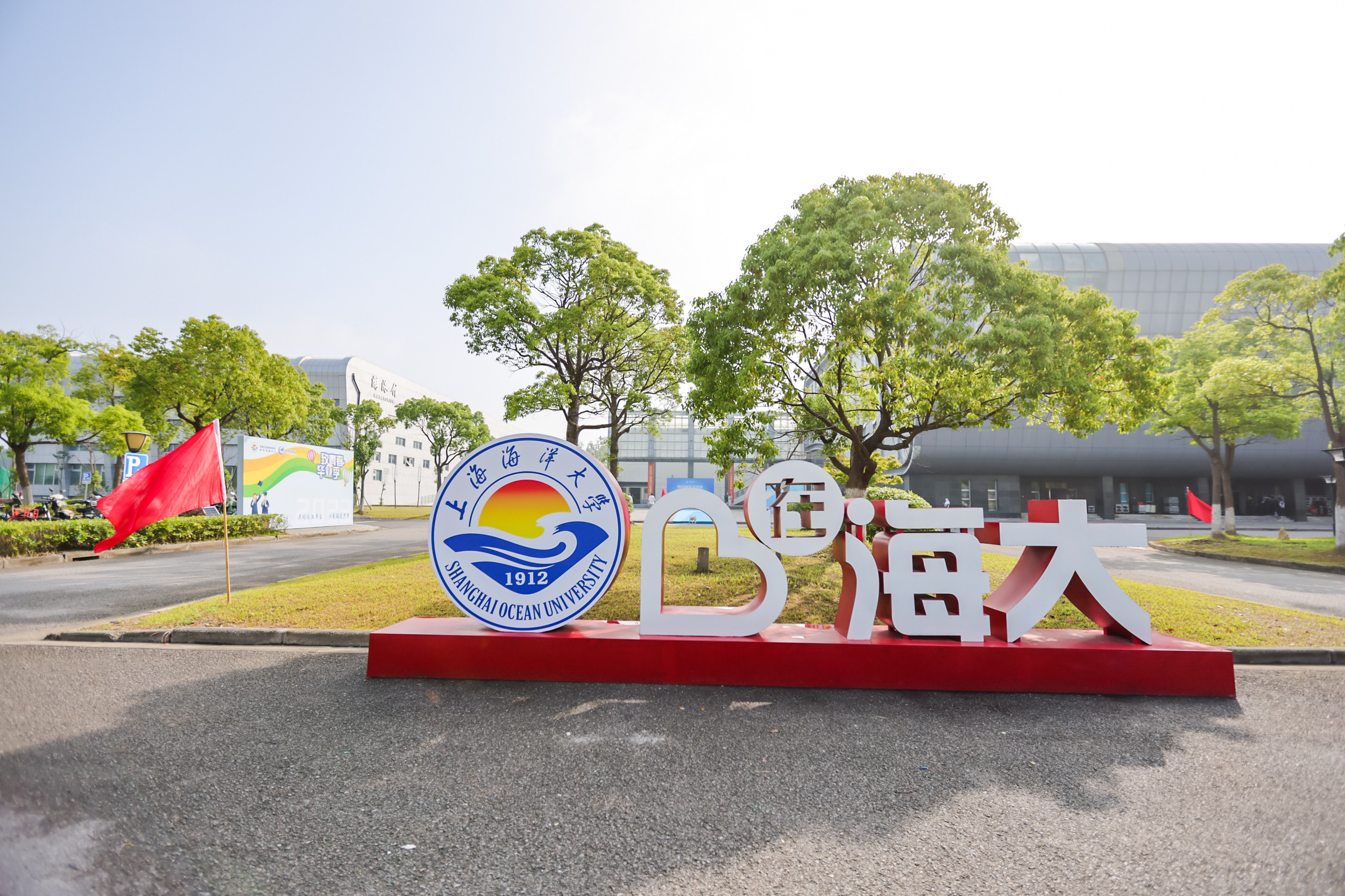
臨港キャンパススポーツセンター

- アイエン学院（ オーストラリアのタスマニア大学と連携）

### 大学院
修士課程および博士後期課程が設置されている。

## 対外関係
日本における協定校
- 京都大学[16][注釈 1]
- 東北大学[17][注釈 2]
- 北海道大学[18][注釈 3][注釈 4]
- 東京海洋大学[19][20]
- 長崎大学[21][注釈 5]
- 三重大学[22]
- 高知大学[23]
- 岩手大学[24][25]
- 鳥取大学[26]
- 鹿児島大学[27]
- 水産大学校
- 福井県立大学
- 桜美林大学
- 九州女子大学
- 九州共立大学
- 活水女子大学

## 大学関係者
- ロン・モンロウ
- ヤンチャン